# Coeloides sympitys
Coeloides sympitys är en stekelart som beskrevs av Mason 1978. Coeloides sympitys ingår i släktet Coeloides och familjen bracksteklar. Inga underarter finns listade i Catalogue of Life.